# アルフォンソ1世 (アストゥリアス王)

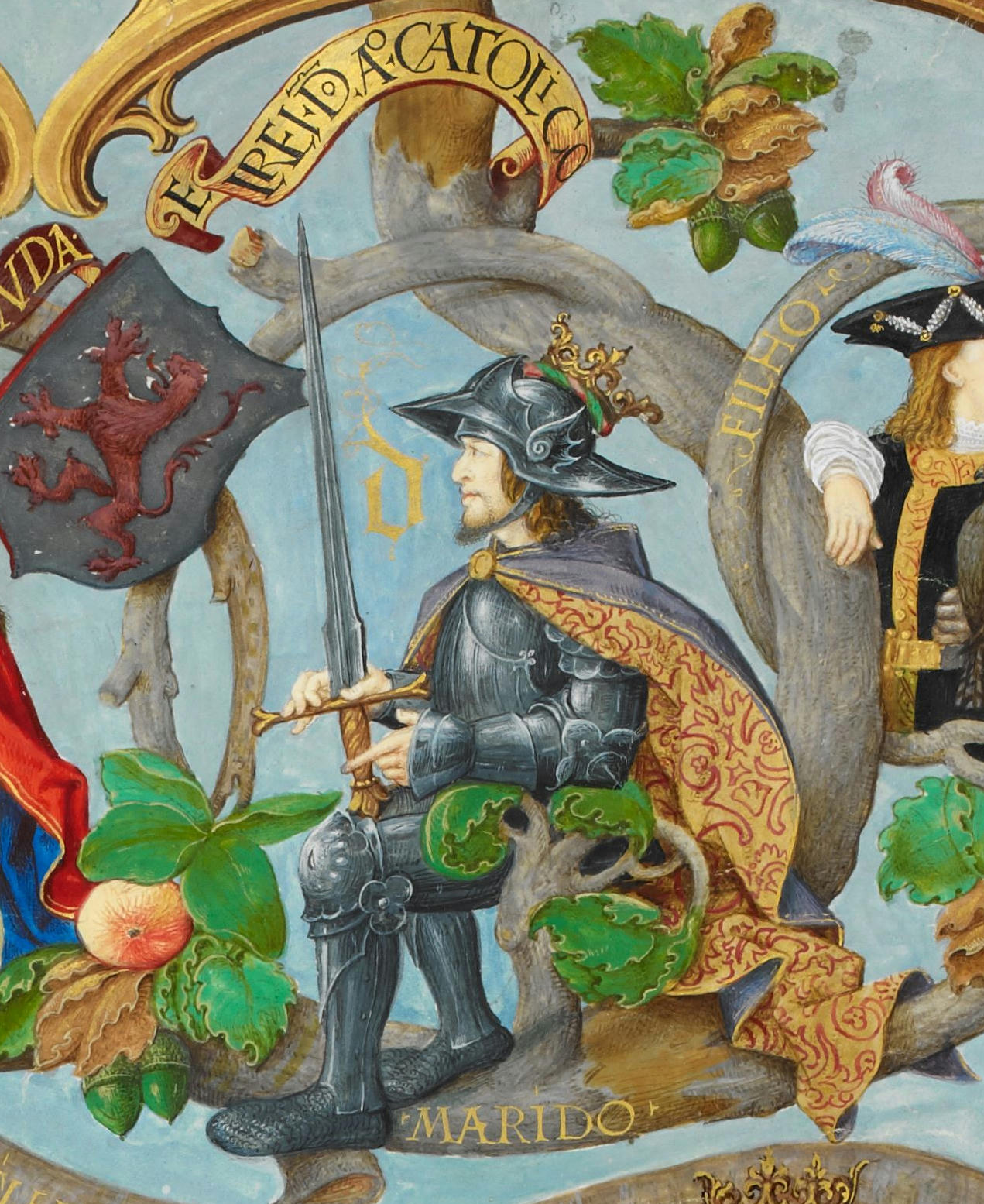
アルフォンソ1世

アルフォンソ1世（Alfonso I de Asturias, 693年 - 757年）は、アストゥリアス王（在位：739年 - 757年）。

## 生涯
アルフォンソ1世はカンタブリア公ペドロの息子として生まれ、その領地を相続していた。またバスク人の首領としての地位を相続していたという説もある。父ペドロとアルフォンソ1世は579年から584年まで続いた西ゴート王国での内戦（宗教戦争）に敗れたヘルメネギルドの子孫だった（ペドロは玄孫（もしくは曾孫）、アルフォンソ1世は来孫（もしくは玄孫）にあたると言われている）。
アルフォンソ1世はアストゥリアス王国を建てたペラーヨ王の娘エルメシンダと結婚しており、そのためペラーヨの死後に国を継いだ長男ファビラが739年に没した後に王国を相続した。
ペラーヨとファビラの実在については今なお議論の余地があるが、アルフォンソ1世については存在が確実視されている。彼もまたペラーヨ王のようにムーア人に対するレコンキスタに明け暮れた。740年にガリシア地方を、754年にレオン地方を取り戻す。
その後イスラームとの緩衝地帯を設けるため、ドゥエロ川からアストゥリアス山脈までの居住者を多く、山脈北側へ移住させたようである。このため、移住者が元いた一帯は人口が激減し、ドウロの砂漠と呼ばれるようになった。
イスラム側ではこのアストゥリアス王国やその後継であるレオン王国などを「アルフォンソの一族」（بنو إذفونش, Banu Iḍfunš）などと呼んでおり、これら王権がアルフォンソ1世からはじまったと解釈していたようである。

## 子女
ペラーヨ王の娘エルメシンダとの間に以下の子女がいる。
- フルエーラ1世 - アストゥリアス王（757年 - 768年）
- ビマラーノ - 765年に兄フルエーラ1世に殺害された。
- アドシンダ - 後のアストゥリアス王シロと結婚[5]

また、奴隷女との間に庶子をもうけた。
- マウレガート - アストゥリアス王（783年 - 789年）